# دی‌تی‌پی‌ام‌پی
دی‌تی‌پی‌ام‌پی (به انگلیسی: DTPMP) با فرمول شیمیایی C۹H۲۸N۳O۱۵P۵ یک ترکیب شیمیایی با شناسه پاب‌کم ۸۵۱۲۸ است؛ که جرم مولی آن ۵۷۳٫۲ می‌باشد. شکل ظاهری این ترکیب، جامد است.